# Ngựa Garrano
Ngựa Garrano là một giống ngựa thuộc nhóm các giống ngựa Iberia. Garano cũng là một giống ngựa có nguy cơ tuyệt chủng có nguồn gốc từ miền bắc Bồ Đào Nha, chủ yếu được sử dụng làm ngựa vận chuyển hàng, để cưỡi và các nông trại nhẹ nhàng.
Giống ngựa này có nhiều điểm tương đồng với ngựa Galicia và ngựa Dartmoor.

## Lịch sử
Giống ngựa này được cho là một giống ngựa cổ xưa, với những bức tranh tại các hang động cổ đại ở Bắc Iberia miêu tả những con ngựa có ngoại hình tương tự. Sự tương đồng giữa giống ngựa và các loài động vật được mô tả tại đây dẫn đến kết luận rằng sự xuất hiện của giống vẫn ổn định. Có bằng chứng di truyền rằng con ngựa có nguồn gốc ở vùng Celtic, với các nghiên cứu bổ sung cho thấy có việc phối giống của con đực sinh sản từ vùng Bắc Âu. Thông qua lai tạo với ngựa Andalusia do những người chinh phục Tây Ban Nha và ngựa Sorraia ở địa phương, họ sản sinh thành công giống Ngựa núi Galica. Trong thế kỷ 20, giống ngựa này còn được truyền máu ngựa Ả Rập.
Số lượng ngựa của giống này đã giảm dần do chúng bị chó sói ăn thịt, còn hơn thế, chúng là con mồi ưa thích của chó sói. Chúng cũng đã dần dần biến mất do trở nên kém hấp dẫn đối với công việc nông nghiệp, do đó ngựa giống này đã được lai tạo với các loài ngựa khác với mục đích chính là cho thịt. Tính đến năm 2010, số lượng ngựa Garrano ước tính khoảng 2.000, với tỷ số giới tính đực cái lên đến 13/1.